# El Soler de Lloberes
el Soler de Lloberes és una masia a més de 2,5 km del nucli de Gaià (al Bages). La gran masia del Soler de Lloberes és una gran construcció orientada a migdia i l'entrada a tramuntana. Amb una adient distribució de finestrals, balcons i eixides la casa guarda una excel·lent distribució de les obertures. Fortificada amb un mirador a tramuntana, està coberta amb teulada a doble vessant i amb el carener perpendicular a la façana. A tramuntana un pati un seguit de dependències completen la construcció. Prop seu hi ha la masoveria.
El Soler de Lloberes és una gran masia construïda al segle XVII; en una de les llindes s'esmenta la data 1632 ANTONIO ANSOLER. Les dates s'escampen per totes les llindes de les finestres i portes. L'última gran reforma fou al segle xix, concretament l'any 1863. La capella de St. Jordi de Lloberes, a uns 2 km del mas, és la capella familiar.